# Jerzy Turzeniecki
Jerzy Turzeniecki (ur. 16 czerwca 1929 w Biłgoraju, zm. 25 września 2016) – architekt poznański. Autor m.in. Hali Arena w Poznaniu.

## Życiorys
Syn Adolfa Turzenieckiego i Teresy z Rustów. Podczas II wojny światowej przebywał w Tomaszowie Lubelskim, tam ukończył szkołę i pracował w wytwórni wód gazowanych. Uczestniczył w tajnych kompletach. W 1949 ukończył liceum w Tomaszowie.
Absolwent Wydziału Architektury Szkoły Inżynierskiej w Poznaniu (1953) i Wydziału Architektury Politechniki Wrocławskiej (1955).
Od 1 grudnia 1954 pracownik Poznańskiego Biura Projektów Budownictwa Przemysłowego (asystent), a od 1 lipca 1971 kierownik Biura. Od 1964 członek PZPR, w latach 1965–1970 II sekretarz podstawowej komórki partyjnej. Od 1970 członek Komitetu Dzielnicowego Stare Miasto w Poznaniu.
W latach 1969–1973 wiceprezes oddziału Stowarzyszenia Architektów Polskich, po 1973 przewodniczący komisji rewizyjnej i wiceprzewodniczący kolegium sędziów konkursowych.
Członek Wielkopolskiej Okręgowej Izby Architektów Rzeczypospolitej Polskiej (nr wpisu WP-0229).
Został pochowany na Cmentarzu Junikowo w Poznaniu (pole 24, rząd A, miejsce 14).

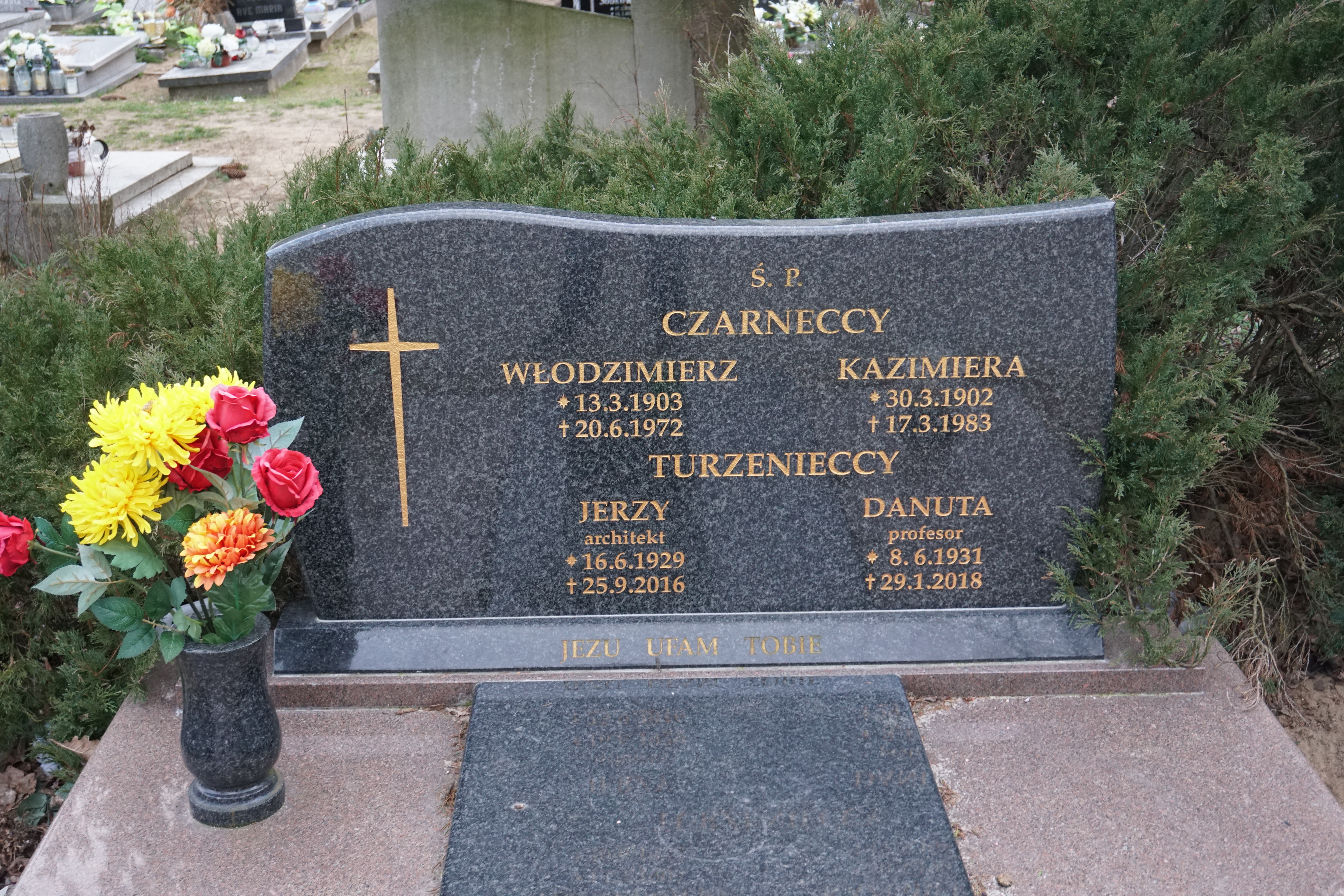
Grób Danuty i Jerzego Turzenieckich na Cmentarzu Junikowskim w Poznaniu

## Projekty
- Kombinat Górniczo-Hutniczy Miedzi w Lubinie
- ośrodek handlowo-wypoczynkowy i molo w Świnoujściu
- prototypowy budynek mieszkalny SAT
- Hala Arena w Poznaniu (1972-1974)
- sztuczne lodowisko w Poznaniu
- przebudowa ul. Czerwonej Armii w Poznaniu w zakresie pasaży handlowych

## Nagrody i odznaczenia

### Nagrody
- 1974 – nagroda zespołowa Oddziału Wojewódzkiego Naczelnej Organizacji Technicznej I stopnia
- 1974 – nagroda zespołowa Budownictwa i Architektury za projekt i realizację hali „Arena”
- 1975 – nagroda zespołowa Ministra Budownictwa i Przemysłu Materiałów Budowlanych I stopnia za wybitne osiągnięcia w dziedzinie budownictwa użyteczności publicznej
- 1976 – nagroda Srebrny wawrzyn przyznana przez Polski Komitet Olimpijski w 1976 za projekt i realizację hali „Arena”[4]

### Odznaczenia
- Złoty Krzyż Zasługi
- Medal 30-lecia Polski Ludowej
- Odznaka Honorowa Miasta Poznania
- Odznaka „Zasłużony Działacz Kultury Fizycznej”
- Złota Odznaka honorowa „Zasłużony dla Budownictwa i Przemysłu Materiałów Budowlanych”